# Petra Sax-Scharl
Petra Sax-Scharl (* 14. November 1965 in Salzburg, Österreich) ist eine ehemalige deutsche Rollstuhltennisspielerin.

## Karriere
Petra Sax-Scharl war seit einem Skiunfall auf den Rollstuhl angewiesen und startete in der Klasse der Paraplegiker.
Sie nahm 2000 an den Paralympischen Spielen in Sydney teil. Im Einzel schied sie in der ersten Runde aus. In der Doppelkonkurrenz zog sie mit Partnerin Christine Otterbach ins Halbfinale ein, das sie gegen Daniela Di Toro und Branka Pupovac verloren. Das anschließende Spiel um Platz drei und damit die Bronzemedaille gewannen sie gegen Janet McMorran und Kimberly Blake.
In der Weltrangliste erreichte sie ihre besten Platzierungen mit Rang zwölf im Einzel am 22. Mai 2000 sowie mit Rang 15 im Doppel am 3. April 2000. Im Anschluss an das Wheelchair Tennis Masters im Jahr 2000, bei dem sie in der Doppelkonkurrenz antrat, beendete sie ihre Karriere.
Nach ihrer Karriere wurde sie im Bereich Modedesign tätig und führt heute ein Atelier in München.